# لیگ دسته دوم فوتبال ایران ۷۱-۱۳۷۰
رقابتهای جام آزادگان که در دهه هفتاد لیگ دسته دوم فوتبال ایران نامیده می‌شد در سال ۷۱_۱۳۷۰ برگزار گردید. ۳ تیم به لیگ آزادگان ۱۳۷۱ صعود کردند.